# チェルソ・コスタンティーニ
チェルソ・ベニーニョ・ルイージ・コスタンティーニ（イタリア語: Celso Benigno Luigi Costantini, 中国語: 剛恒毅（ごう こうき）、1876年4月3日 - 1958年10月17日）は、カトリック教会のイタリア人聖職者で、1953年には教皇ピウス12世により枢機卿の位に挙げられた。

## 生涯
イタリアのゾッポラに生まれた彼はローマで学び、哲学と神学の博士号を取得した。1899年12月26日に司祭に叙階され、1914年までコンコルディア・サジッターリアで司牧し、そこで教区の管理者に選ばれた。第一次世界大戦の間はイタリア軍で従軍司祭をしていた。1919年から1920年までコンコルディア・サジッターリアの管区長代理を務め、5月10日にはフィウメの代牧となった。
1921年7月22日、彼は教皇ベネディクトゥス15世によりフリギアのヒエラポリスの名義司教に任命された。 8月24日にピエトロ・ラ・フォンテーヌ枢機卿の司式とアンジェロ・バルトロマシ司教とルイージ・パウリーニ司教の共同司式により司教に叙階された。
1922年8月12日に初の在中華民国教皇公使となり、9月9日にはアルカディアのテオドシオポリスの名義大司教に挙げられた。中華民国にいる間、彼は1924年に上海で中国初となる司教会議を開催したり、中国宣教のための憲章を作成した。さらに輔仁大学の創立を援助し、6人の中国人司祭の司教への昇進に貢献した。1931年には中国人司祭を養成するための修道会である主徒会を創立し、ハルビンのラテン典礼の教区長となった。
1933年に中華民国を離れた後は教皇庁で奉職し、1935年12月20日には布教聖省秘書官に任命された。彼はピエトロ・フマゾーニ・ビオンディ枢機卿の下で二番目に地位の高い聖職者であった。1953年1月12日、教皇ピウス12世は彼をサンティ・ネレオ・エ・アキレオ聖堂付きの枢機卿とした。
82歳の時にローマで死去し、故郷のゾッポラで葬られた。隣には同じく聖職者の道を歩んだ兄弟のジョバンニも葬られている。

## 記念
中華民国（台湾）新北市新荘区には彼の名前を冠した恒毅中学がある。元の学校は中国大陸の察哈爾省宣化（現 河北省張家口市宣化区）にあったが、台湾の学校は主徒会の来台後に再度開校したものである。